# Mare marginală

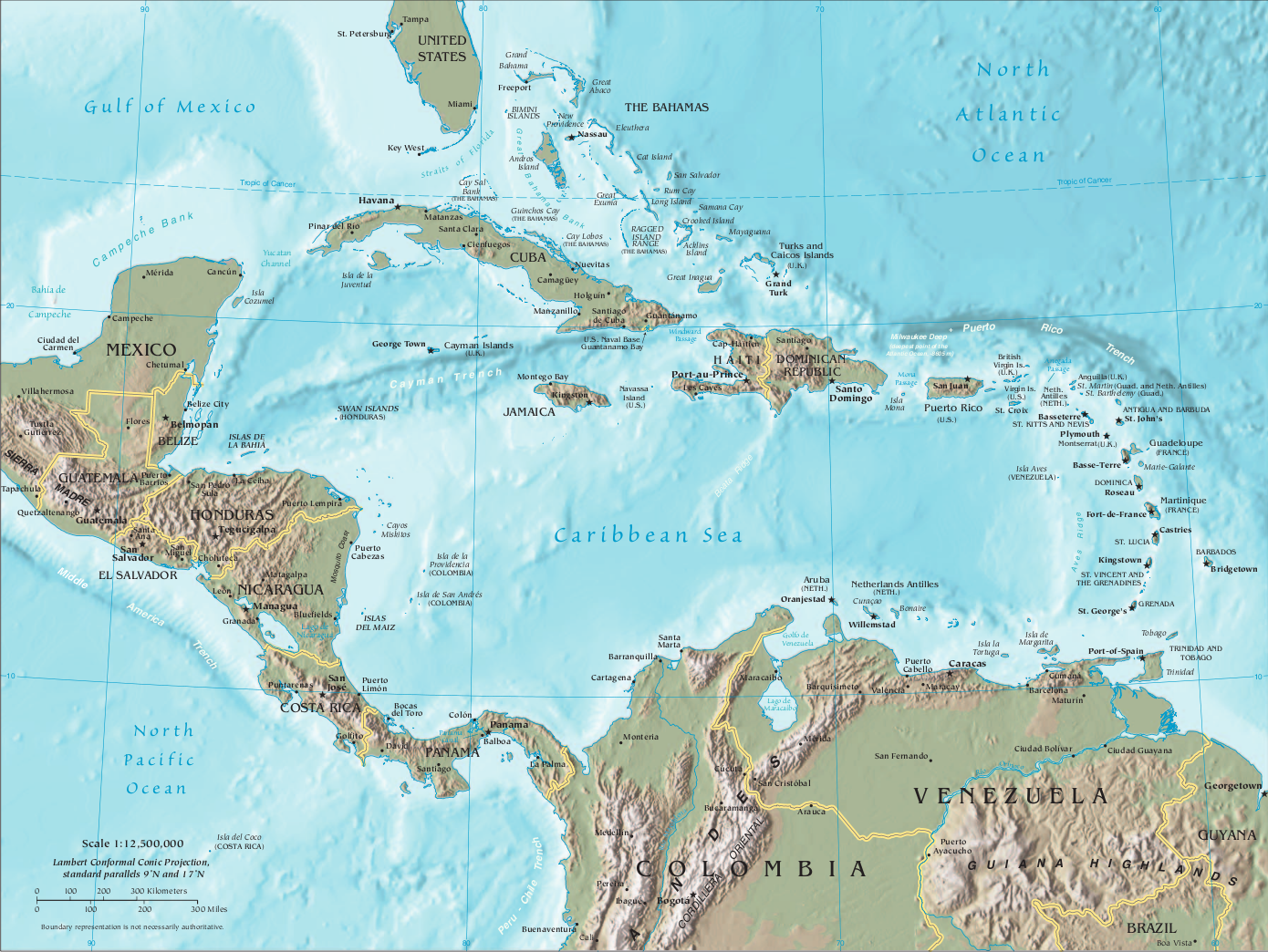
Harta Mării Caraibilor

În geografie, denumirea de mare marginală poate fi sinonimă cu aceea de mare epicontinentală sau cu aceea de mare periferică. Într-un context geologic, o mare marginală sau bazin marginal este un bazin intra-arc (en:Back-arc basin) acoperit de apa oceanului planetar. Este deci o mare situată pe o margine geologic activă, cuprinsă fie între un arc insular și un continent, fie între două arcuri insulare. Ele sunt create prin subducța litosferei oceanice sub o altă litosferă oceanică, litosfera continentală care formează arcul insular nefiind suficient de groasă pentru a-și îndeplini rolul clasic dintr-o subducție tip litosferă oceanică / litosferă continentală.
Trei zone geologice conțin mări marginale:
1. vestul Oceanului Pacific de la Groapa Kermadec la Insulele Aleutine;
2. zona tetisiană (vestigiu al Oceanului Tetis) care, din punct de vedere geografic, cuprinde Marea Caraibilor și anumite porțiuni din Marea Mediterană;
3. o mică zonă cuprinsă între America de sud și Antarctica.[2]

Există două tipuri de mări marginale în funcție de sensul subducției litosferei oceanice, dar în toate cazurile litosfera oceanică cea mai veche alunecă sub litosfera oceanică mai nouă. Cele două tipuri de mări marginale sunt reprezentate de către Marea Japoniei, unde litosfera oceanică se scufundă în direcția blocului continental eurasiatic, și de către Marea Chinei de Sud, unde litosfera oceanică coboară sub litosfera Oceanului Pacific.